# رامي جورج خوري
رامي جورج خوري (من مواليد 22 أكتوبر 1948) هو صحفي ومحرر فلسطيني- أردني-أمريكي.
ولد في مدينة نيويورك لعائلة عربية فلسطينية مسيحية. كان والده الصحفي الناصري جورج خوري، الذي عاش بفلسطين زمن الانتداب البريطاني قد سافر مع زوجته إلى نيويورك في عام 1947 لتغطية مناقشات الأمم المتحدة حول مستقبل فلسطين.
يقيم مع عائلته متنقلا بين بيروت وعمان والناصرة. وهو متحدث عام يحظى بتقدير كبير. بعد التحاقه بمدرسة جنيف الدولية الثانوية في سويسرا، عاد رامي خوري إلى الولايات المتحدة لإكمال تعليمه. عمل خوري لسنوات عديدة كحكم رئيسي لدوري البيسبول في الأردن.

## مسيرته
في عام 1971، بدأ خوري حياته المهنية بالعمل مراسلًا لصحيفة ذا ديلي ستار الناطقة بالإنجليزية في بيروت، لبنان. من عام 1972 إلى عام 1973، واصل خوري كتابة الأعمدة في الصحيفة أثناء عمله أيضا كمحرر إداري لمجلة ميدل إيست سكيتش (رؤية الشرق الأوسط). بعد عام قضاه في الولايات المتحدة كمدير برنامج لقسم البرامج الدولية في الخارج في جامعة سيراكيوز، عاد خوري إلى بيروت ليصبح رئيس تحرير «ميدل إيست موني» في بيروت من 1973 إلى 1974. ثم انتقل إلى عمان، الأردن، حيث شغل منصب رئيس تحرير الصحيفة الأردنية اليومية الصادرة باللغة الإنجليزية جوردان تايمز، من عام 1975 إلى عام 1982 ومرة أخرى عام 1987.
خوري هو المدير السابق لمعهد عصام فارس للسياسة العامة والشؤون الدولية (IFI) في الجامعة الأمريكية في بيروت. يتضمن عمله الصحفي تأليف الكتب وكذلك عمودًا مشتركًا دوليًا تنشر وكالة التعليقات التقدمية "Agence Global"، التي أسسها جاهان صالحي. يعمل خوري أيضًا كمحرر في صحيفة ذا ديلي ستار التي تتخذ من بيروت مقراً لها، والتي تُنشر في جميع أنحاء الشرق الأوسط. وكان خوري قد استضاف برنامج «لقاء»، وهو برنامج حواري أسبوعي عن الأحداث الجارية على تلفزيون الأردن، وبرنامج «ثقافات الأردن القديمة»، وهو برنامج أسبوعي للآثار يُذاع على إذاعة الأردن.
كان خوري زميل نيمان للصحافة في جامعة هارفارد (2001-2002)، وزميل أول غير مقيم في مبادرة دبي في مركز بلفر للعلوم والشؤون الدولية، بكلية جون إف كينيدي للإدارة الحكومية، جامعة هارفارد، وعُين عضوًا في فريق عمل معهد بروكينغز للعلاقات الأمريكية مع العالم الإسلامي. خوري باحث مشارك في برنامج تحليل النزاعات وحلها في مدرسة ماكسويل، جامعة سيراكيوز (نيويورك، الولايات المتحدة الأمريكية)، وزميل الجمعية الأكاديمية الفلسطينية لدراسة الشؤون الدولية، بالقدس (PASSIA)، وعضو مجلس قيادة كلية اللاهوت بجامعة هارفارد. يعمل خوري أيضًا في مجلس إدارة معهد إيست ويست ومركز الدراسات العربية المعاصرة في جامعة جورج تاون والمتحف الوطني الأردني.
كان خوري المحرر التنفيذي لصحيفة الديلي ستار من 2003 إلى 2005، وكان رئيس تحرير جوردان تايمز لمدة سبع سنوات قبل ذلك. كما كتب لسنوات عديدة من عمان، عاصمة الأردن لمنشورات دولية رائدة، بما في ذلك الفاينانشيال تايمز، وبوسطن غلوب، وواشنطن بوست. لمدة 18 عاما، كان المدير العام لدار نشر في عمان، وعمل مستشارا لوزارة السياحة الأردنية فيما يخص المواقع الأثرية الدينية. غالبًا ما يعلق على قضايا الشرق الأوسط في وسائل الإعلام الدولية، ويحاضر كثيرًا في المؤتمرات والجامعات في جميع أنحاء العالم. في خريف 2017 صار خوري أستاذاً زائراً في جامعة فيلانوفا.

## آراؤه
يعتقد خوري أن «إلقاء اللوم» يأتي بنتائج عكسية. في إحدى كتاباته بصحيفة ديلي ستار، قال: «لقد انتهى بنا الأمر إلى وضع يسهل فيه على العرب إلقاء اللوم على إسرائيل والقوى الغربية في مشاكل منطقتنا». ويرى أنه «يتعين على الأطراف العربية والإسرائيلية والغربية أن تتلقى جميعاً اللوم على المساهمة في الظروف المؤلمة التي تصيب العالم العربي».
في حوار له سنة 2015، اعتبر خوري سنة 2011 «نقطة تحول تاريخيَّة بالنسبة للجزء الأكبر من العرب»، وقال عن ذلك: «كانت ثوراتهم عفويَّة ومفاجئة، بعدما سئم ملايين الناس العاديين من مواصلة العيش في ظل ظروفٍ طاحنةٍ، فناضلوا ضد عدم المساواة الاقتصاديَّة والاستبعاد السياسي في ظل الأنظمة العسكريَّة الاستبداديَّة. وقد جرى التحول الديمقراطي في تونس بنجاح، كما رأينا في التاريخ العربي الحديث للمرة الأولى على الإطلاق كيف ينشأ نظامٌ بديلٌ للحياة والسياسة والحقوق المدنيَّة يقوم على سيادة القانون والتعدديَّة الديمقراطيَّة. ولم يجرِ نسخ أو نقل أيِّ شيءٍ من الخارج. أعتقد أنَّ جلَّ العرب يريدون مفهوم الديمقراطيَّة التونسيَّة لبلدانهم وسوف يواصلون النضال من أجل تحقيق ذلك.»

## الجوائز والحياة الشخصية
فاز خوري عام 2004 بجائزة إلياف-سرطاوي لصحافة الشرق الأوسط في فئة الصحافة العربية. وفي نوفمبر 2006، حصل خوري على جائزة السلام الدولية باكس كريستي لجهوده في إحلال السلام والمصالحة في الشرق الأوسط. حصل على بكالوريوس (1970) وماجستير (1998) على التوالي في العلوم السياسية والاتصال الجماهيري من جامعة سيراكيوز، نيويورك. وهو متزوج ولديه ابنان بالغان.

## الأعمال المنشورة
- The Antiquities of the Jordan Rift Valley، القطبة، 1988 (ردمك 0-944940-49-8), (ردمك 978-0-944940-49-5)[20]
- Petra: A Guide to the Capital of the Nabataeans، لونجمان، 1986 (ردمك 0-582-78385-2), (ردمك 978-0-582-78385-0) [21]
- Jerash: A Frontier City of the Roman East Published by Longman, 1986 (ردمك 0-582-78384-4), (ردمك 978-0-582-78384-3)[22] (ترجمت إلى «جرش: دليل المدينة الأثرية»)[23]
- The Jordan Valley: Life and Society Below Sea Level Published by Longman, 1981 (ردمك 0-582-78318-6), (ردمك 978-0-582-78318-8)[24]
- USAID and the Private Sector in Jordan: A Chronicle : the Genesis, August 1985-August 1988، نشر بواسطة يو إس آيد، 1989
- The View from East of the Jordan Published by Center for Policy Analysis on Palestine, 1998
- Aqaba: port of Palestine on the China Sea، بالاشتراك مع دونالد ويتكومب، القطبة، 1988 (ترجمت إلى العقبة: دليل المدينة الأثرية)[25][26]
- Islamic Banking: Knotting a New Network Published by Aramco, 1987
- For Those who Share a Will to Live: Perspectives on a Just Peace in the Middle East, مركز الموارد للاعنف، 1985
- Pella : A brief guide to antiquities, 1990[27]
- America, the Middle East, and the Gulf : an Arab view of challenges facing the next U.S. administration, 2008[28]
- Umm Qais : Gadara of the Decapolis : a brief guide to the antiquities[29]
- القصور الصحراوية: دليل موجز للآثار، القطبة الأردن، 1988[30]
- Amman : a brief guide to the antiquities، عمان، 1989[31]

## وصلات خارجية
- رامي جورج خوري على موقع IMDb (الإنجليزية)

- نبذة عن رامي خوري